# Глибовац
Глибовац је приградско насеље у Србији у општини Смедеревска Паланка у Подунавском округу. Према попису из 2022. има 1740 становника (према попису из 2011. било је 2083 становника).

## Историја
Глибовац се налази западно од Паланке. Глибовац је старије насеље. Идући Булиној Води, на путу за Паланку, постојала је некада, како вели предање, нека стара црква и гробље. То место се звало Старо село.
У арачким списковима (порески списак) забележено је ово насеље : 1818. г. оно је имало 52 а 1822. г. 47 кућа. Године 1846. село је имало 86 кућа, а по попису из 1921. г. у селу је било 293 куће са 1842 становника.

Раније се село звало Салевац, а данашње му је име дао Хасан-паша. Име Салевац остало је само за један део сеоског атара, у углу, који чине Луг и Кубршница. Прича се да је једном приликом Хасан-паша пошао из Паланке за Салевац, па се заглибио у блато и врати се натраг; љут због овога нареди да се село убудуће зове Глибовац.
„Колац је у селу ударио“ предак Козлића, Теодор Алексић, који је са браћом Симом и Алексом дошао од Косова. Козлићи данас имају разна презимена и један њихов огранак, Ђурђевићи, потомци су Дели-Марка, зета Станоје Главаша. У исто време када и Козлићи, дошли су од Косова и преци Дабића (који данас имају разна презимена).
Глибовац је познат по Станоје Главаш који се родио у Азањском засеоку који данас припада Глибовцу. Његов отац Димитрије дошао је из околине Дебра најпре у околину Крушевца, где је пробавио неколико година. Како су му ту помрла деца, крене даље и дође у данашњи Глибовац. У Глибовцу му се роде синови Станоје и Ђока и кћи Стана. Од Станоја у селу данас нема потомака, а од Ђоке су данашњи Ђокићи. Остале су породице дошле из разних крајева, Динарских, косовско-метохијског, вардарско-моравских крајева, тимочко-браничевских крајева, и из „прека“ (Војводине)
Црква Рођења Пресвете Богородице је подигнута 1903. г. а 1908. г. је подигнута школа. (подаци крајем 1921. године).
Овде се налазе Железничка станица Глибовац и Споменик Станоју Главашу у Глибовцу.

## Демографија
У насељу Глибовац живи 1829 пунолетних становника, а просечна старост становништва износи 40,7 година (40,0 код мушкараца и 41,4 код жена). У насељу има 639 домаћинстава, а просечан број чланова по домаћинству је 3,55.
Ово насеље је великим делом насељено Србима (према попису из 2002. године), а у последња три пописа, примећен је пад у броју становника.
|  |

| Демографија | Демографија | Демографија |
| Година      | Становника  | Становника  |
| ----------- | ----------- | ----------- |
| 1948.       | 2.262       |             |
| 1953.       | 2.352       |             |
| 1961.       | 2.426       |             |
| 1971.       | 2.418       |             |
| 1981.       | 2.464       |             |
| 1991.       | 2.405       | 2.332       |
| 2002.       | 2.269       | 2.367       |
| 2011.       | 2.083       |             |
| 2022.       | 1.740       |             |

| Етнички састав према попису из 2002.‍ | Етнички састав према попису из 2002.‍ | Етнички састав према попису из 2002.‍ | Етнички састав према попису из 2002.‍ | Етнички састав према попису из 2002.‍ |
| ------------------------------------ | ------------------------------------ | ------------------------------------ | ------------------------------------ | ------------------------------------ |
|                                      |                                      |                                      |                                      |                                      |
| Срби                                 | Срби                                 |                                      | 2.240                                | 98,72%                               |
| Црногорци                            | Црногорци                            |                                      | 7                                    | 0,30%                                |
| Роми                                 | Роми                                 |                                      | 6                                    | 0,26%                                |
| Македонци                            | Македонци                            |                                      | 2                                    | 0,08%                                |
| Хрвати                               | Хрвати                               |                                      | 1                                    | 0,04%                                |
| Украјинци                            | Украјинци                            |                                      | 1                                    | 0,04%                                |
| Руси                                 | Руси                                 |                                      | 1                                    | 0,04%                                |
| Југословени                          | Југословени                          |                                      | 1                                    | 0,04%                                |
| непознато                            | непознато                            |                                      | 3                                    | 0,13%                                |

| Година пописа     | 1948. | 1953. | 1961. | 1971. | 1981. | 1991. | 2002. |
| ----------------- | ----- | ----- | ----- | ----- | ----- | ----- | ----- |
| Број домаћинстава | 487   | 508   | 561   | 594   | 650   | 663   | 639   |

| Број чланова      | 1  | 2   | 3  | 4   | 5  | 6  | 7  | 8 | 9 | 10 и више | Просек |
| ----------------- | -- | --- | -- | --- | -- | -- | -- | - | - | --------- | ------ |
| Број домаћинстава | 95 | 125 | 97 | 130 | 95 | 57 | 28 | 9 | 3 | 0         | 3,55   |

| Пол    | Укупно | Неожењен/Неудата | Ожењен/Удата | Удовац/Удовица | Разведен/Разведена | Непознато |
| ------ | ------ | ---------------- | ------------ | -------------- | ------------------ | --------- |
| Мушки  | 928    | 228              | 611          | 41             | 38                 | 10        |
| Женски | 993    | 167              | 615          | 175            | 31                 | 5         |
| УКУПНО | 1.921  | 395              | 1.226        | 216            | 69                 | 15        |

| Пол    | Укупно                    | Пољопривреда, лов и шумарство | Рибарство                            | Вађење руде и камена | Прерађивачка индустрија       |
| ------ | ------------------------- | ----------------------------- | ------------------------------------ | -------------------- | ----------------------------- |
| Мушки  | 508                       | 77                            | 0                                    | 0                    | 158                           |
| Женски | 297                       | 81                            | 0                                    | 0                    | 60                            |
| УКУПНО | 805                       | 158                           | 0                                    | 0                    | 218                           |
| Пол    | Производња и снабдевање   | Грађевинарство                | Трговина                             | Хотели и ресторани   | Саобраћај, складиштење и везе |
| Мушки  | 25                        | 34                            | 44                                   | 10                   | 54                            |
| Женски | 4                         | 4                             | 41                                   | 9                    | 12                            |
| УКУПНО | 29                        | 38                            | 85                                   | 19                   | 66                            |
| Пол    | Финансијско посредовање   | Некретнине                    | Државна управа и одбрана             | Образовање           | Здравствени и социјални рад   |
| Мушки  | 0                         | 12                            | 29                                   | 13                   | 31                            |
| Женски | 3                         | 8                             | 8                                    | 23                   | 33                            |
| УКУПНО | 3                         | 20                            | 37                                   | 36                   | 64                            |
| Пол    | Остале услужне активности | Приватна домаћинства          | Екстериторијалне организације и тела | Непознато            | Непознато                     |
| Мушки  | 7                         | 0                             | 0                                    | 14                   | 14                            |
| Женски | 8                         | 0                             | 0                                    | 3                    | 3                             |
| УКУПНО | 15                        | 0                             | 0                                    | 17                   | 17                            |